# Elachistocleis bicolor
Elachistocleis bicolor är en groddjursart som först beskrevs av Félix Édouard Guérin-Méneville 1838.  Elachistocleis bicolor ingår i släktet Elachistocleis och familjen Microhylidae. IUCN kategoriserar arten globalt som livskraftig. Inga underarter finns listade i Catalogue of Life.